# Cryptocarya rolletii
Cryptocarya rolletii là loài thực vật có hoa trong họ Nguyệt quế. Loài này được H.Wang & H.Zhu miêu tả khoa học đầu tiên năm 1999.